# Grupo Puntacana
O Grupo Puntacana (oficialmente Grupo Puntacana S.A.) é um conglomerado empresarial privado dominicano, dedicado ao turismo sustentável, fundado em 1969. É pioneiro no desenvolvimento do destino e uma comunidade imobiliária em Punta Cana.

## História
Em 1969, um grupo de investidores americanos comprou 30 milhas quadradas de terrenos não urbanizados no leste da República Dominicana, coberto de selva e seis milhas de praia. Pouco depois, juntou-se-lhes um grupo de investidores locais, liderados pelo empresário dominicano Frank Rainieri e pelo norte-americano Theodore W. Kheel, que tinham a visão de desenvolver a zona para fins turísticos. Em 1970, Rainieri mudou o nome original do local para Yauya ou Punta Borrachos, não sendo um nome apelativo para fins turísticos e comerciais, para Punta Cana.
Abaixo da gestão de Frank Rainieri e Theodore W. Kheel, a Compañía de Desarrollo Turístico Residencial e Industrial S.A. (CODETREISA), hoje o Grupo Puntacana iniciou o desenvolvimento da propriedade em 1971, construiu o primeiro hotel da região, denominado “Punta Cana Club”, com dez quartos e apartamentos, com capacidade para quarenta pessoas, um Clubhouse, uma pequena aldeia de funcionários, uma central eléctrica e um pequeno aeródromo. Não existiam terminais nem pistas de aterragem; Era simplesmente um terreno plano. 
O único problema era que a área estava muito isolada do resto da República Dominicana.  Além disso, muito mais pessoas começaram a passar férias em Punta Cana e cada vez mais pequenas cabanas foram construídas. Como não havia estradas, nem Portos, a única forma de chegar a Punta Cana era de avião. No final da década de 1970, foi construída uma estrada para ligar a área à capital da província de La Altagracia, Higüey. Turistas de vários países começaram a chegar. Deveriam passar pelo Aeroporto Internacional Las Américas em São Domingos e depois fazer um breve voo num pequeno avião para Punta Cana. A pista em si apresentava problemas significativos, como ter uma pista muito curta e ainda não ter terminal. Isto significava que os passageiros desembarcavam e eram encaminhados para uma estrada para serem recolhidos e transportados para o hotel, o que era inconveniente. O Grupo Puntacana sabia que precisava de um aeroporto a sério. No final de 1974, o Grupo Puntacana iniciou o planeamento do primeiro aeroporto internacional privado. No entanto, o governo local desaprovou o novo aeroporto. Após oito anos completos de discussões com a província, foi assinado um contrato para iniciar a construção do novo aeroporto. O aeroporto seria construído onde se encontrava a antiga pista. No início de 1981 iniciou-se o planeamento do aeroporto. Oscar Imbert (fils du général Antonio Imbert Barrera) foi escolhido como arquiteto. O edifício do terminal foi concebido para ter folhas de palmeira no telhado e pedras da selva próxima nas paredes. Para as colunas, utilizavam troncos de eucalipto e construíam-nos nos estilos Taino e Aruaques. Em 1978 o Club Méditerranée aderiu ao projeto do Grupo Puntacana S.A., construindo no âmbito do projeto um hotel de 350 quartos. Posteriormente, o Grupo Barceló e a Newco estabeleceram-se na zona de Bávaro. Em 1979 construíram o Hotel Punta Cana, seguindo-se a construção do novo aeroporto iniciada no início de 1982 e a pequena pista de aterragem teve de fechar. Para compensar a perda, uma pequena pista de aterragem em betão foi transformada num aeroporto temporário. Esta pista seria transformada em pista de aterragem quando o aeroporto fosse inaugurado. Como o terminal era pequeno e não eram necessárias muitas obras, o terminal ficou concluído em menos de quatro meses. A pista e o pátio demoraram muito tempo porque não havia muitos operários envolvidos na construção do aeroporto. A área foi isolada, o que dissuadiu muitos trabalhadores da construção civil de tentarem construir o aeroporto. No entanto, após oito anos de tentativas para convencer o governo e mais dois anos de construção, o Aeroporto Internacional de Punta Cana iniciou as suas operações a 17 de dezembro de 1983. 
Em 1997, Rainieri e Kheel estabeleceram uma parceria com Oscar de la Renta e Julio Iglesias iniciará as obras da Marina de Punta Cana e do desenvolvimento imobiliário da região. Todos os serviços “públicos” da zona são privados: rede e produção de electricidade, rede de água potável, águas residuais e tratamento, redes rodoviárias e auto-estradas, segurança, escolas e acesso a cuidados de saúde.
A área gerida pelo grupo estende-se de Punta Cana, no sul, até Uvero Alto, antes de uma zona de lagoas impossíveis de construir.